# Craig Gillespie
Craig Gillespie (ur. 1 września 1967 w Sydney) – australijski reżyser filmowy, uhonorowany Nagrodą Amerykańskiej Gildii Reżyserów Filmowych w 2006.

## Życiorys
Gillespie urodził się 1 września 1967 w Sydney. Mając dziewiętnaście lat wyjechał na studia do Nowego Jorku. Studiował w School of Visual Arts na Manhattanie. Przez kilkanaście lat pracował jako reżyser reklam. W 2006 został nagrodzony Directors Guild of America Award przyznawaną przez Directors Guild of America. W 2007 wyreżyserował Miłość Larsa, nominowany do Oscara w 2008 w kategorii najlepszy scenariusz oryginalny. W 2009 reżyserował niektóre odcinki serialu Wszystkie wcielenia Tary, zaś w 2010 pilot serialu My Generation. W 2011 na ekrany kin wszedł jego Postrach nocy, remake horroru Postrach nocy z 1985. Pierwszym filmem wyreżyserowanym przez Gillespiego dla Walt Disney Pictures był dramat sportowy Ramię za milion dolarów w 2014, drugim film akcji Czas próby w 2016.

## Filmografia
- 2007: Facet od WF-u (Mr. Woodcock)
- 2007: Miłość Larsa (Lars and the Real Girl)
- 2011: Postrach nocy (Fright Night)
- 2014: Ramię za milion dolarów (Million Dollar Arm)
- 2016: Czas próby (The Finest Hours)
- 2017: Jestem najlepsza. Ja, Tonya (I, Tonya)
- 2021: Cruella
- 2023: Inwestorzy amatorzy (Dumb Money)